# Ricardo Miralles
Ricardo Francisco Javier Miralles Palencia (San Sebastián, 1954-Bilbao, 12 de noviembre de 2022) fue un historiador español, catedrático de Historia Contemporánea de la Universidad del País Vasco, especializado en la historia del movimiento obrero, la Segunda República, la guerra civil española y las relaciones internacionales.

## Obra
- El socialismo vasco durante la Segunda República (1988)[3]
- Equilibrio, hegemonía y reparto. Las relaciones internacionales entre 1870 y 1945 (1996)[4]
- Juan Negrín. El hombre necesario (1996)[5][6][a]
- Textos escogidos de Indalecio Prieto (2000)[7]
- Juan Negrín. La República en guerra (2003)[8][9][10][11]
- Indalecio Prieto. La nación española y el problema vasco. Textos políticos (2019)[12]